# Pyxidiophora microspora
Pyxidiophora microspora är en svampart som först beskrevs av D. Hawksw. & J. Webster, och fick sitt nu gällande namn av N. Lundq. 1980. Pyxidiophora microspora ingår i släktet Pyxidiophora och familjen Pyxidiophoraceae.   Inga underarter finns listade i Catalogue of Life.